# Margaret Warriner Buck

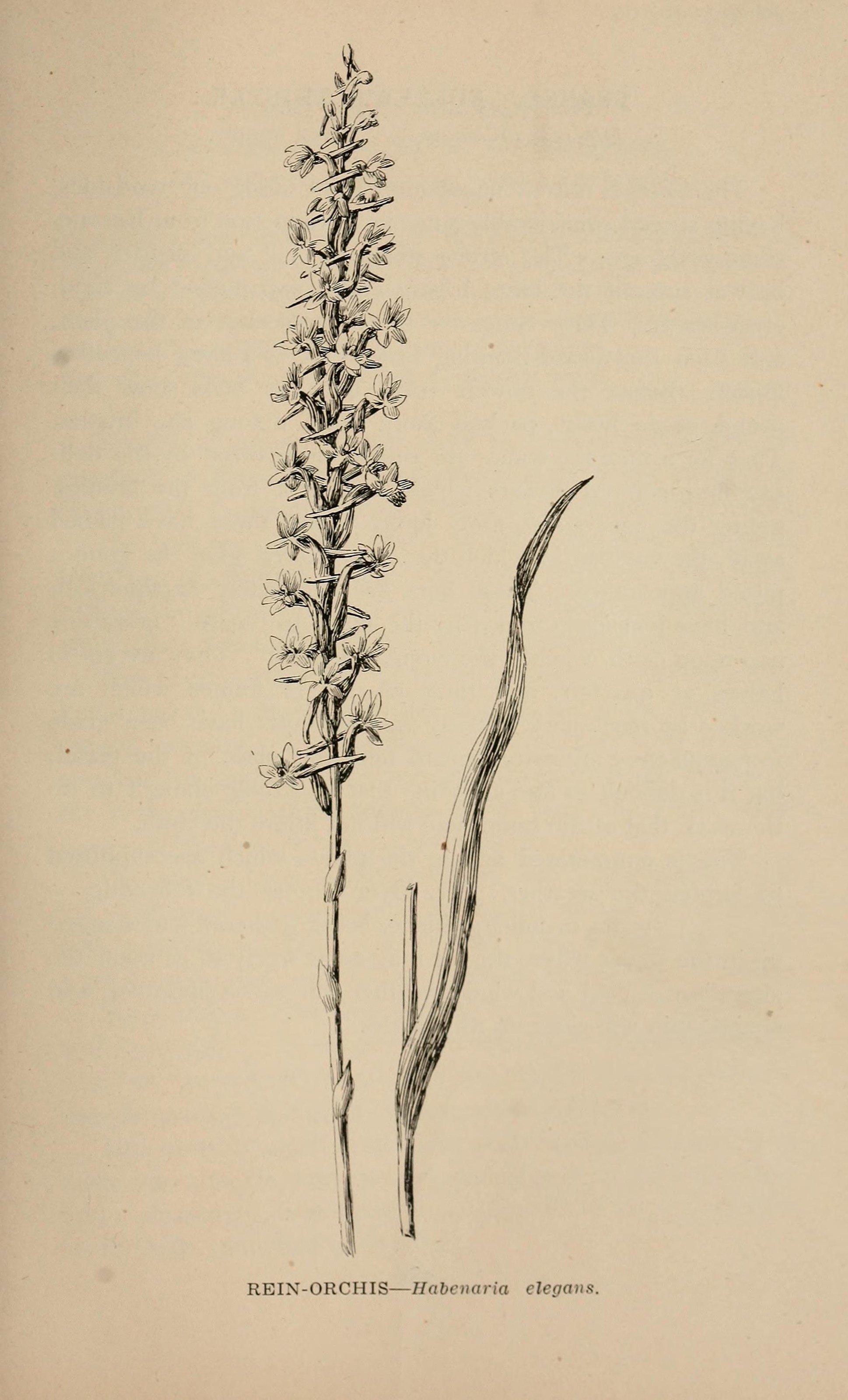
Habenaria elegans, de un dibujo de Margaret Warriner Buck para Las Flores Salvajes de California.

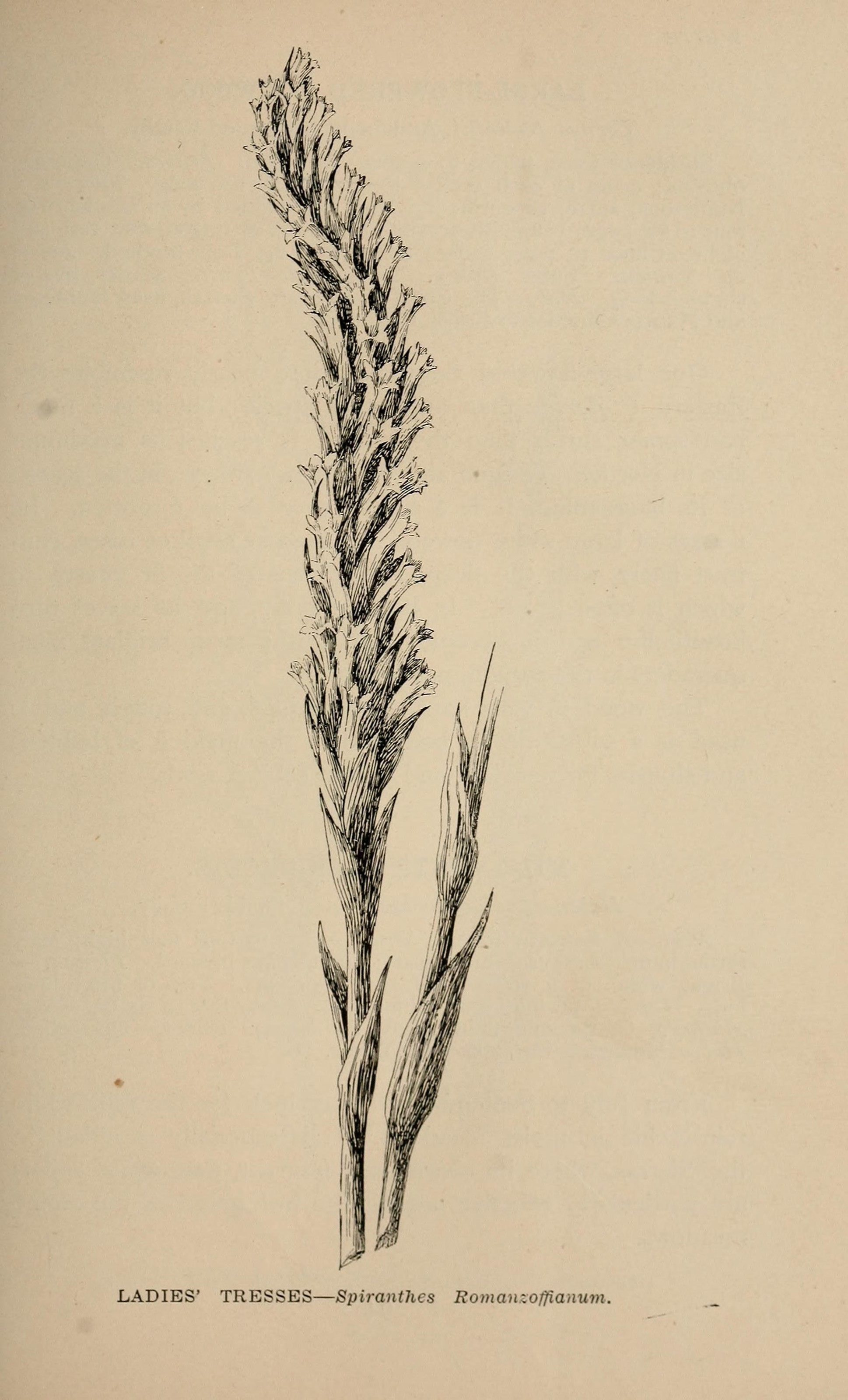
Spiranthes Romanzoffianum (ahora Spiranthes romanzoffiana), de un dibujo de Margaret Warriner Buck para Las Flores Salvajes de California.

Margaret Warriner Buck (Nueva York, 29 de abril de 1857-San Rafael, 5 de abril de 1929) fue una artista botánica estadounidense, conocida por ser una especialista en la representación de las flores salvajes de California.

## Biografía
Margaret Warriner nació en Nueva York, Nueva York, en 1857. Estudió Arte en la Escuela de Arte de Yale antes de mudarse a San Francisco en 1891. Ganó reputación como especialista y artista botánica describiendo las flores salvajes de California. En la década de 1890, ella y la escritora Mary Elizabeth Parsons exploraron California con la idea de publicar un libro sobre la flora de California. El resultado fue el muy exitoso Las Flores Salvajes de California: Sus Nombres, Lugares, y Hábitos (en inglés, The Wild Flowers of California: Their Names, Haunts, and Habits, 1897), escrito por Parsons con más de 100 ilustraciones grabadas de los dibujos de Buck con pluma y tinta. Tuvo muchas impresiones y varias ediciones y todavía seguía siendo reimprimido en la década de 1950.
Tras el terremoto de San Francisco de 1906,  trabajó para la revista Sunset. Murió en San Rafael, California, en 1929.